# Улица Профессора Подвысоцкого
Улица Профессора Подвысоцкого (укр. Вулиця Професора Підвисоцького) — улица в Печерском районе Киева (историческая местность Зверинец). Пролегает от бульвара Николая Михновского до тупика (поблизости от Бастионной улицы). К улице примыкают безымянный проезд до Неманской улицы, а также улицы Андрея Верхогляда, Михаила Бойчука, Катерины Билокур и Вильшанская. Протяжённость — 950 м.

## История
Улица возникла в середине XX века под названием Новая. Современное название — в честь Владимира Подвысоцкого (с 1958, решение исполкома Киевского городского Совета от 1 апреля).

## Примечательные здания и сооружения
- Городская клиническая больница № 12 (дом 4-А)
- Детская клиническая больница № 7 (дом 4-Б)
- Детская поликлиника № 1 (дом 4-Б)
- Коммунальное некоммерческое предприятие «Консультативно-диагностический центр» Печерского района (дом 13)